# Calamocoris
Calamocoris is een geslacht van wantsen uit de familie van de Alydidae (Kromsprietwantsen). Het geslacht werd voor het eerst wetenschappelijk beschreven door Breddin in 1901.

## Soorten
Het genus bevat de volgende soorten:

- Calamocoris erubescens Breddin, 1901
- Calamocoris inermis Breddin, 1912
- Calamocoris nigrolimbatus Breddin, 1901